# Mixtónoorlog
De Mixtónoorlog was een opstand van de inheemse bevolking van Nieuw-Galicië tegen de Spaanse overheersers in 1541.
Nieuw-Galicië, min of meer het huidige Jalisco, was door Nuño Beltrán de Guzmán onderworpen, die een bijzonder wreed regime instelden. Toen veel Spanjaarden het gebied verlieten om met de expeditie van Francisco Vásquez de Coronado naar het noorden te trekken, zagen de indianen hun kans. Onder leiding van Tenamaxtli versterkten ze hun nederzettingen, en sloegen een beleg op rond Guadalajara. Pas nadat vicekoning Antonio de Mendoza versterkingen liet aanrukken slaagden de Spanjaarden erin de indianen weer te onderwerpen. Deze herovering was echter lang en bloedig, en Pedro de Alvarado kwam er bij om het leven.